# 1224
1224 (MCCXXIV) a fost un an bisect al calendarului iulian.

## Evenimente
- 30 august: Regele Henric al III-lea al Angliei conferă o chartă pentru Bordeaux, care devine principalul centru comercial al Angliei pe continent.
- 14 septembrie: Amaury al IV-lea de Montfort cedează lui Ludovic al VIII-lea drepturile sale asupra comitatului de Toulouse.

### Nedatate
- Apariția călugărilor franciscani la Londra.
- Campania regelui Ludovic al VIII-lea al Franței în Guyenne; sunt ocupate La Rochelle, Saintonge, Limousin și Périgord de la englezi; Bordeaux rezistă.
- Chichimecii ocupă Tula, în Mexic.
- Despotul Epirului, Teodor I Ducas Angelos cucerește Salonicul de la Imperiul latin și îl transformă în reședința sa; totodată, suveranul epirot preia și coroana imperială bizantină; crearea Imperiului de Salonic.
- Djala ad-Din este recunoscut ca sultan de către guvernatorii selgiucizi din Kirman și Fars, atacă Azerbaidjanul, ocupă Tabrizul și îl detronează pe suveranul Uzbek.
- Genghis Han supune statul Horezm.
- Ordinul gladiferilor ocupă fortăreața Tartu, din mâinile populațiilor baltice și ale rușilor.
- Ordinul teutonic solicită papei Honoriu al III-lea să fie plasat sub autoritatea papală directă, nu sub cea a regelui Ungariei.
- Prima mențiune documentară a orașului Orăștie, în Diploma andreană.
- Sașii din Transilvania obțin din partea regelui Andrei al II-lea al Ungariei un statut de autonomie și numeroase scutiri fiscale; ei fondează orașele Kronstadt (Brașov), Hermannstadt (Sibiu), Bistritz (Bistrița).
- Ultimii arabi sunt alungați din Sicilia.

## Arte, științe, literatură și filozofie
- 5 iunie: Este fondată Universitatea din Napoli, de către împăratul Frederic al II-lea, în vederea pregătirii funcționarilor.
- septembrie: Sfântul Francisc primește stigmatele.

## Nașteri
- 1 mai: Jean de Joinville, cronicar francez (d. 1317)
- Enzo, viitor rege al Sardiniei (d. 1272).

## Decese
- 3 ianuarie: Unkei sculptor japonez (n. 1151)
- 15 august: Maria de Franța (1198–1224) politiciană franceză (n. 1198)
- dată necunoscută: Bernard al II-lea de Lippe  (n. 1140)
- 1 septembrie: Gislebert de Mons  (n. 1150)